# Pierre Teilhard de Chardin
Pour les articles homonymes, voir Chardin.
Pierre Teilhard de Chardin (/tɛ.jaʁ.də.ʃaʁ.dɛ̃/), né le 1er mai 1881 à Orcines dans le Puy-de-Dôme et mort le 10 avril 1955 à New York, est un prêtre jésuite français, chercheur, paléontologue, théologien et philosophe,.
Scientifique réputé, théoricien de l'évolution, Pierre Teilhard de Chardin est à la fois un géologue, spécialiste de la Chine du Carbonifère au Pliocène et un paléontologue des vertébrés du Cénozoïque. Sa fréquentation régulière des paléoanthropologues qui étudiaient les premiers hominidés, tout juste découverts, l'incita à réfléchir à l'encéphalisation propre à la lignée des primates anthropoïdes.
Dans Le Phénomène humain, il trace une histoire de l'Univers, depuis la pré-vie jusqu'à la Terre finale, en intégrant les connaissances de son époque, notamment en mécanique quantique et en thermodynamique. Il ajoute aux deux axes vers l'infiniment petit et l'infiniment grand la flèche d'un temps interne, celui de la complexité en organisation croissante, et constate l'émergence de la spiritualité humaine à son plus haut degré d'organisation, celle du système nerveux humain : pour Teilhard, matière et esprit sont deux faces d'une même réalité.
En tant que croyant, chrétien et prêtre de la Compagnie de Jésus, il donne un sens à sa foi chrétienne où l'adhésion personnelle à la véracité du Christ se situe à la dimension de la cosmogenèse, et non plus à l'échelle d'un cosmos statique comme l'entendait la tradition chrétienne se référant à la Genèse de la Bible. Il intègre la sélection naturelle et le hasard des mutations génétiques dans sa synthèse naturaliste, ce qui ne se compare donc pas au « dessein intelligent ». Son interprétation spirituelle est une démarche personnelle toujours discutée chez les théologiens catholiques.

## Biographie

### Jeunesse et formation
Marie-Joseph-Pierre Teilhard de Chardin est issu d'une très ancienne famille auvergnate de magistrats originaire de Murat et dont la branche a été anoblie sous le règne de Louis XVIII.
Il naît le 1er mai 1881 au Château de Sarcenat (de), à Orcines (Puy-de-Dôme), quatrième des onze enfants d'Emmanuel Teilhard (1844-1932), chartiste, et de Berthe Adèle de Dompierre d'Hornoy (1853-1936), nièce de Charles et d'Alexandre de Dompierre d'Hornoy, petite fille de Charles François de Dompierre d'Hornoy et arrière-petite-nièce de Voltaire.
De 1892 à 1897, il fait ses études au collège jésuite de Notre-Dame de Mongré à Villefranche-sur-Saône. En 1899, il entre au noviciat jésuite d'Aix-en-Provence. En octobre 1900, il commence son juvénat à la Collégiale Saint-Michel de Laval. Le 25 mars 1901, il prononce ses premiers vœux religieux. En 1902, il passe sa licence ès lettres à l'université de Caen. À partir de 1902, le combisme et les lois d'exceptions obligent les jésuites à quitter la France, et c'est sur l'île anglo-normande de Jersey qu'il reprend des études de philosophie, jusqu'en 1905. Doué pour les sciences, il devient professeur de physique au Collège jésuite de la Sainte Famille au Caire de 1905 à 1908. Les quatre années suivantes, il étudie la théologie dans le théologat d’Ore Place à Hastings dans le comté britannique du Sussex de l'Est.
C'est à la fin de cette solide formation théologique qu'il est ordonné prêtre, le 24 août 1911, à l'âge de 30 ans.

### Début de carrière scientifique
Dès 1904, il se lance dans des expéditions scientifiques, avec le père Félix Pelletier, qui aboutiront à une note qu'ils cosignent sur la minéralogie et la géologie de l'île de Jersey. De 1905 à 1908, il enseigne la physique et la chimie au Collège de la Sainte Famille du Caire. Il explore l'oasis de Fayoum, le lac Mariout, Minieh (Minya) et le plateau du Mokattam. En 1908, il rédige une étude sur l’Éocène des environs de Minieh publiée en 1908 dans le bulletin de l'Institut égyptien,.
En 1912, il quitte l'Angleterre et rend aussitôt visite à Marcellin Boule, paléontologue et directeur du laboratoire de paléontologie du Muséum national d'histoire naturelle, à Paris, qui venait d'étudier le premier squelette d'homme de Neandertal découvert en France (1908). Il deviendra un paléontologue de renom international dix ans plus tard, après une thèse poursuivie sous la direction de Marcellin Boule et consacrée à des carnassiers du Tertiaire, qui sera soutenue en 1922 à la Sorbonne.
Au début de sa carrière, dans les années 1910, Teilhard de Chardin s'est laissé abuser par une tromperie : l'homme de Piltdown, un supposé chaînon manquant entre les humains et les singes, un hominidé qui aurait été trouvé en Angleterre. Une étude en 1959 a démontré qu'il s'agissait d'une imposture, mais encore aujourd'hui on ne sait pas précisément qui en est l'auteur. Teilhard de Chardin fit partie des personnes soupçonnées d'avoir falsifié des restes humains ou d'avoir une quelconque forme de complicité dans cette mystification, alors que Charles Dawson était explicite dans l'article co-signé avec Smith Woodward, précisant qu'il était étranger à la découverte. Toujours est-il qu'en 1920, s'alignant sur son maître Marcellin Boule qu'il avait informé de la découverte en juillet 1912 avant même la publication, et qui sut y distinguer une mandibule de singe et un neurocrâne d'homme, il conseilla de n'apporter aucun crédit à l'homme de Piltdown,,.

### L'expérience de la Première Guerre mondiale

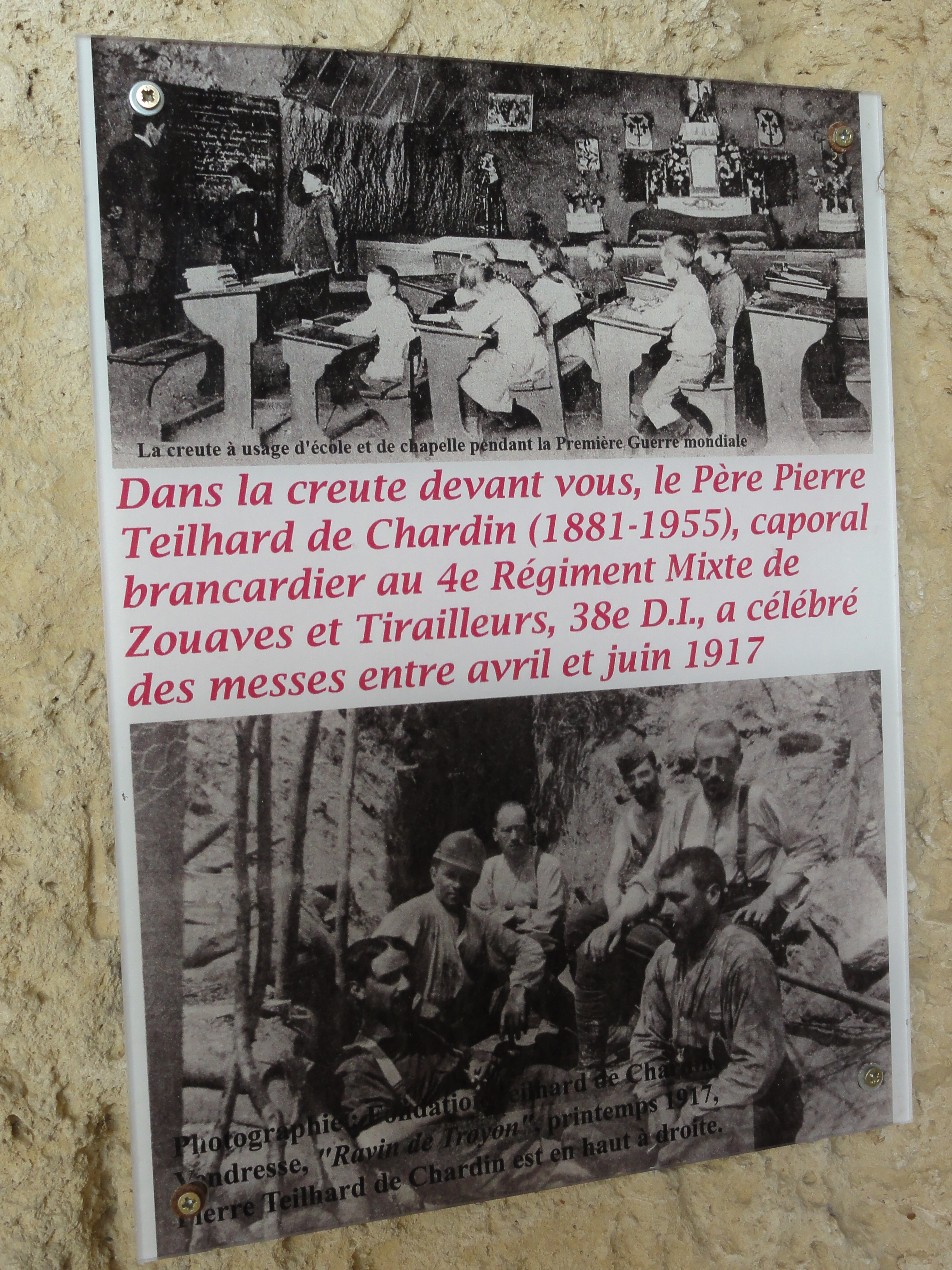
Panneau d'explication sur Teilhard à Paissy.

Entre 1915 et 1918, il est mobilisé comme caporal brancardier (il refuse d'être aumônier militaire) au front dans le 8e régiment de marche de tirailleurs marocains.
Deux de ses frères meurent lors de cette guerre. Quant à lui, sa bravoure lui vaut la médaille militaire et la Légion d'honneur. Cette expérience de la guerre lui permet d'élaborer une esquisse de sa pensée via son journal et sa correspondance avec sa cousine Marguerite Teilhard-Chambon (une des premières agrégées de philosophie de France) qui sera publiée dans Genèse d'une pensée.
Il reste de cet épisode une creute (une grotte) à Paissy, en mémoire des messes que Teilhard de Chardin y a célébrées entre avril et juin 1917.

### Docteur ès sciences
En 1916, il écrit son premier essai, La Vie Cosmique, puis, en 1919, Puissance spirituelle de la Matière, deux textes qui annoncent son œuvre plus tardive. De 1922 à 1926, il obtient en Sorbonne trois certificats de licence ès sciences naturelles : géologie, botanique et zoologie, puis soutient sa thèse de doctorat sur les « Mammifères de l'Éocène inférieur français et leurs gisements ».

### Missions archéologiques en Chine
En 1923, il effectue son premier voyage en Chine pour le Muséum d'histoire naturelle de Paris. Il rejoint le père Émile Licent, naturaliste au Musée Hoangho Paiho de Tianjin qui a fait cette demande à Marcellin Boule, le professeur de paléontologie du Muséum national d'histoire naturelle, à Paris.
Le père Licent fut donc un collègue de Teilhard de Chardin dans la conduite de la recherche archéologique dans les provinces septentrionales de la Chine au cours des années qui suivirent. En mai 1923, Pierre Teilhard de Chardin, docteur ès sciences en 1922 et vice-président de la Société géologique de France en 1923, va ainsi travailler, pour sa première campagne en Chine, sur les gisements de fossiles repérés au Gansu et en Ordos par Émile Licent. Ils découvrent plusieurs sites d'industrie lithique, d'époque paléolithique. En 1924, la mission achevée, Teilhard de Chardin rapporte en France un important matériel lithique et faune. C’est ainsi que Teilhard, chercheur formé par Marcellin Boule, prend la tête de la Mission paléontologique française dès 1923, au moment où la concurrence mondiale en matière scientifique comme dans les autres domaines apporte un flot de découvertes : dès 1921, une équipe internationale avait découvert le premier « Sinanthrope », ou Homme de Pékin. En 1925, il publie avec Paul-Honoré Fritel un article sur les plantes mésozoïques provenant de Chine.
Explorant le désert d'Ordos en Mongolie-Intérieure, Teilhard y achève sa Messe sur le monde.

### Sanctionné par l’Église
À son retour de Chine, il enseigne comme professeur de géologie à l'Institut catholique, puis se voit démis de ses fonctions : la diffusion d'un texte portant sur le péché originel (un document privé destiné à un jésuite, Note sur quelques représentations historiques possibles du péché originel, qui n'était pas destiné à être publié) lui cause en effet ses premiers troubles avec le Vatican. L'ordre des Jésuites lui demande d'abandonner l'enseignement et de poursuivre ses recherches géologiques en Chine. La source du différend est que Teilhard envisage la sélection darwinienne non comme une punition, mais comme partie intégrante de ce qu'il suppose être un plan divin.[réf. nécessaire]

### L'Asie et le reste du monde
En 1926, il retourne en Chine et se voit attribuer le rôle de conseiller pour les fouilles de la grotte de Zhoukoudian sous la direction du paléoanthropologue Davidson Black, qui occupa un rôle de premier plan dans l'étude scientifique du sinanthrope, relayé, à la suite de son décès en 1934, par le paléoanthropologue allemand Franz Weidenreich. Pierre Teilhard de Chardin participe en 1931 à la Croisière jaune. Jusqu'à son installation à New York en 1951 comme conseiller de la Wenner-Gren Foundation, Teilhard de Chardin a poursuivi une carrière scientifique ponctuée de nombreux voyages d'études : Éthiopie (1928), États-Unis (1930), Inde (1935), Java (1936), Birmanie (1937), Pékin (1939 à 1946) et Afrique du Sud (1951 et 1953).

### Doctrine de la création
En 1932, dans Christologie et évolution, Teilhard propose sa vision évolutive de la doctrine de la création ; il y examine également la question du mal et le dogme du péché originel.

### Titres et distinctions
En 1946, Pierre Teilhard de Chardin est promu officier de la Légion d'honneur au titre des Affaires étrangères en reconnaissance de son importante contribution à la recherche française en Chine. Il est élu correspondant de l'Académie des sciences (section de minéralogie) en 1947 et membre non-résident en 1950. En 1947 Edmond Faral lui propose, au nom de l'assemblée des professeurs du Collège de France, de postuler à la succession de la chaire d'Henri Breuil, mais il décline sur ordre de ses supérieurs. Il est nommé directeur de recherche au CNRS en 1951 et élu membre d'honneur de l'Académie des sciences de New York en 1952.

### Décès
En 1954, au cours d'un dîner au consulat de France des États-Unis, il confiait à des amis : « J'aimerais mourir le jour de la Résurrection ». Il meurt le 10 avril 1955, jour de Pâques, à New York, d'une crise cardiaque.
Il est inhumé dans le cimetière du noviciat jésuite de St. Andrew's-on-the-Hudson de Poughkeepsie, dans l’État de New York.

## Le Phénomène humain

### Noosphère, Christ cosmique et point Oméga

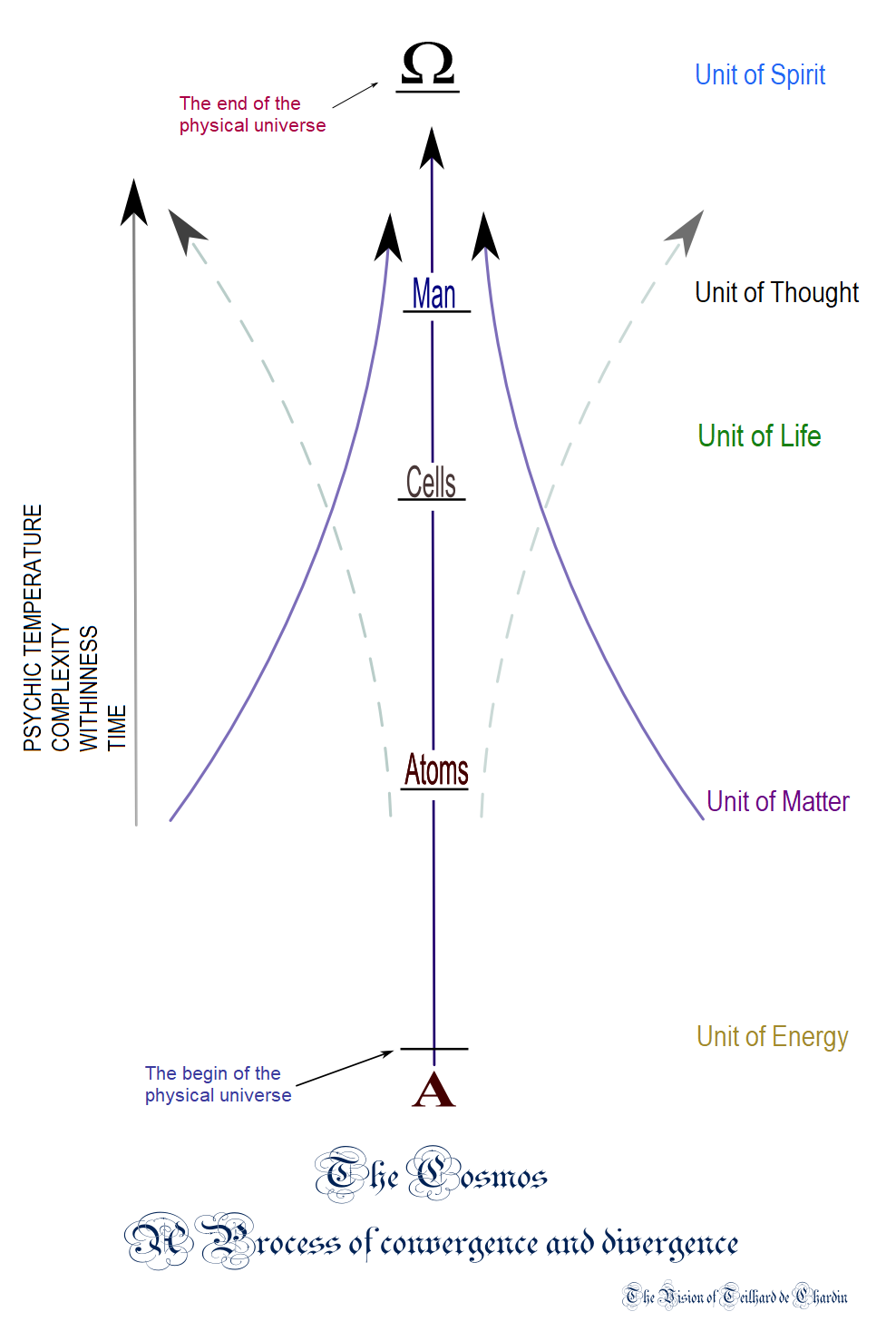
Convergence et divergence selon Teilhard.

La théorie de l'évolution de Charles Darwin, la biosphère de Vernadsky et la théodicée chrétienne sont unifiées par Teilhard de Chardin en une approche holiste. Pour lui, le « phénomène humain » doit être pensé comme constituant — à un moment donné — une étape de l'évolution qui conduit au déploiement de la noosphère, laquelle prépare l'avènement de la figure dite du « Christ cosmique ».
Le « point Ω ou point Oméga » représente le pôle de convergence de l'évolution. Le « Christ cosmique » manifeste l'avènement d'une ère d'harmonisation des consciences fondée sur le principe de la « coalescence des centres » : chaque centre, ou conscience individuelle, est amené à entrer en collaboration toujours plus étroite avec les consciences avec lesquelles il communique, celles-ci devenant à terme un tout noosphérique. L'identification non homogénéisante du tout au sujet le percevant, entraîne un accroissement de conscience, dont l'Oméga forme en quelque sorte le pôle d'attraction en jeu à l'échelle individuelle autant que sur le plan collectif. La multiplication des centres comme images relatives de l'ensemble des centres harmonisés participe à l'avènement de la résurrection spirituelle ou théophanie du Christ cosmique.
Annonçant la planétisation que nous connaissons aujourd'hui, Teilhard développe la notion de noosphère qu'il emprunte à Vernadsky pour conceptualiser une « pellicule de pensée enveloppant la Terre, formée des communications humaines ».
Par ailleurs, en situant la création en un « point Alpha » du temps, il pose que l'Homme doit rejoindre Dieu en un « point Oméga » de parfaite spiritualité. L'expression « point Oméga » a été reprise par le physicien américain Frank Tipler, apparemment sans allusion au nom de Teilhard (sans qu'on puisse dire si c'est délibéré ou par ignorance de son origine, ou plus simplement parce que « cela va de soi »).

### Hominisation et humanisation
Teilhard pense aussi identifier, parallèlement à l'évolution biologique, une évolution de type moral : l'affection pour la progéniture se rencontre chez les mammifères et non chez les reptiles, apparus plus tôt. L'espèce humaine, malgré ses accès de violence sporadique, s'efforce de développer des réseaux de solidarité de plus en plus élaborés (Croix-Rouge de Dunant, Sécurité sociale de Bismarck…) : l'évolution physique qui a débouché sur l'« hominisation » se double d'après lui d'une évolution spirituelle, qu'il nomme « humanisation ». Se demandant d'où vient ce surcroît de conscience, il l'attribue à la croissance de la complexité des structures nerveuses : le cerveau des mammifères est plus complexe que celui des reptiles et celui des humains se trouve être plus complexe que celui des souris.
Il s'émerveille également de l'interfécondité de toutes les populations humaines sur la planète, à laquelle il ne voit pas de vraie correspondance dans les espèces animales : l'isolement géographique chez l'animal se traduit à terme par des spéciations :

« D'une part, ces rameaux se distinguent de tous les autres antérieurement parus sur l'arbre de la vie par la dominance, reconnaissable en eux, des qualités spirituelles sur les qualités corporelles (c'est-à-dire du psychique sur le somatique). D'autre part, ils manifestent, sans diminution sensible, jusqu'à grande distance, un extraordinaire pouvoir de se rejoindre et de s'inter-féconder. »

— Écrits scientifiques, page 203
Cette particularité de l'espèce humaine sera relevée plus tard aussi par Jacques Ruffié, professeur d'anthropologie physique au Collège de France.

### Évolution et organisation
L'évolution se passe ensuite à son avis dans la possibilité qu'ont les consciences de communiquer les unes avec les autres et de créer de facto une sorte de super-être : en se groupant par la communication, les consciences vont faire le même saut qualitatif que les molécules qui, en s'assemblant, sont passées brusquement « de l'inerte au vivant ».
Toutefois, ce super-être est sans rapport aucun avec le surhumain de Nietzsche (Ainsi parlait Zarathoustra) dans lequel Teilhard ne voit qu'une « extrapolation trop simple » du passé, et qui ne tient nul compte du phénomène de communication croissante entre les individus (« La chenille qui interroge son futur s'imagine sur-chenille », résumera Louis Pauwels dans Blumroch l'admirable). Pour Teilhard, ce n'est déjà plus au niveau de ces seuls individus que le processus d'évolution se réalise ; il écrit à ce sujet :

« Rien dans l'univers ne saurait résister à un nombre suffisamment grand d'intelligences groupées et organisées. »

Il y voit non pas « Dieu en construction », comme avant lui Ernest Renan — et de façon plus sarcastique Sigmund Freud dans l'Avenir d'une illusion — mais « l'humanité qui se rassemble pour rejoindre Dieu », en cet hypothétique point Oméga qui représenterait de facto, et sans tristesse aucune, « la fin du Temps ».

### Citations
- « L'Homme, non pas centre statique du Monde — comme il s'est cru longtemps —, mais axe et flèche de l'Évolution… » Le Phénomène humain, 1965 (p. 24)
- « La Vie est née et se propage sur Terre comme une pulsation solitaire. C'est de cette onde unique qu'il s'agit maintenant de suivre jusqu'à l'Homme, et si possible jusqu'au-delà de l'Homme, la propagation. » op. cit., p. 94
- « Lorsque, en tous domaines, une chose vraiment neuve commence à poindre autour de nous, nous ne la distinguons pas… Rétrospectivement, les choses nous paraissent surgir toutes faites. » op. cit., p. 114
- « Sur le fait général qu'il y ait une évolution, tous les chercheurs […] sont désormais d'accord. Sur la question de savoir si cette évolution est dirigée, il en va autrement. » op. cit., p. 137
- « Les éléments du monde refusant de servir le monde parce qu'ils pensent. Le monde se refusant lui-même en s'apercevant par Réflexion » op. cit., p. 230

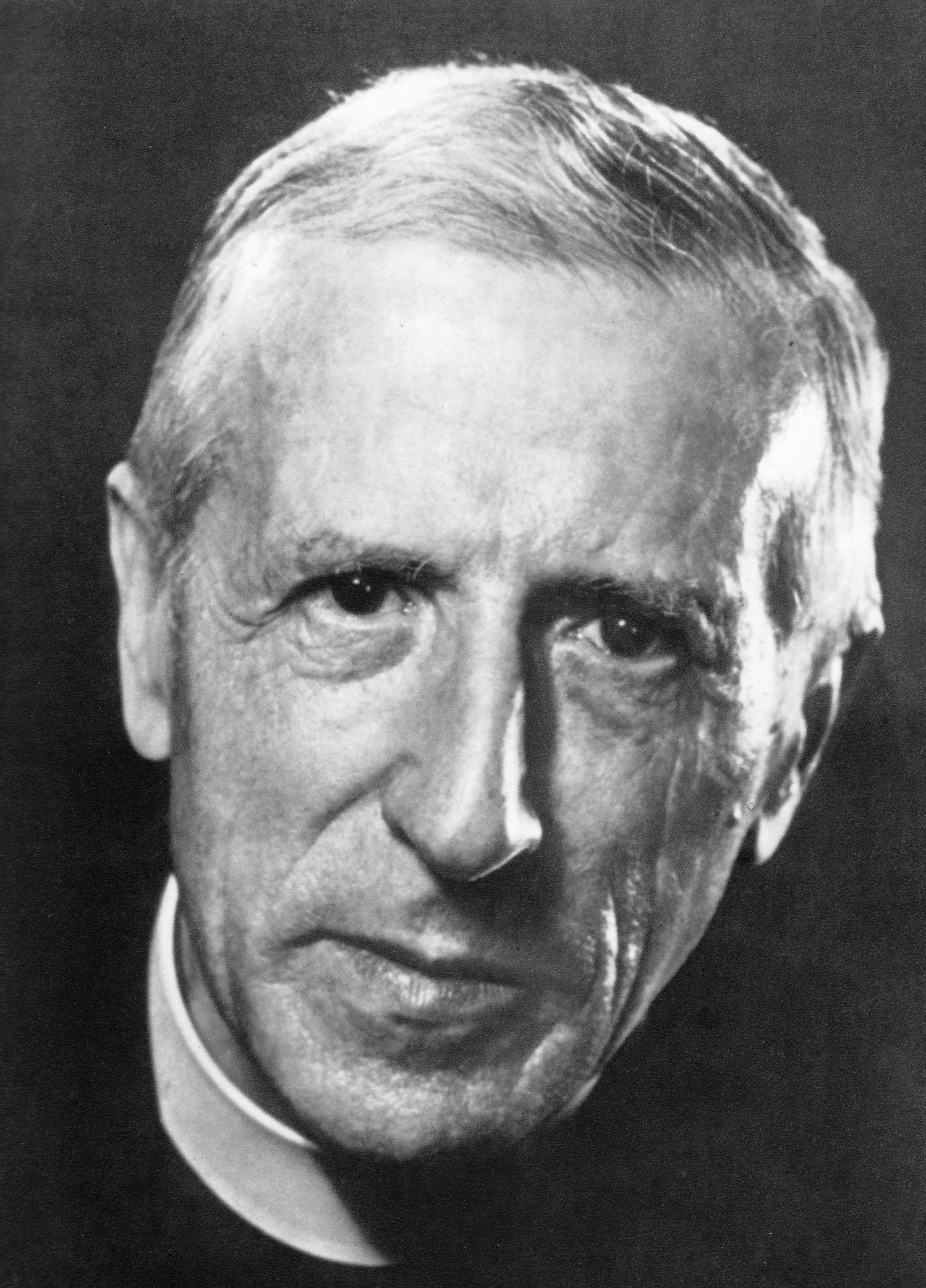
Pierre Teilhard de Chardin en 1955.

## Position du Saint-Siège
Si, au début du XXIe siècle, les idées de Teilhard de Chardin sont citées en référence dans des publications des papes Benoît XVI et François, les travaux du jésuite ont longtemps été taxés d'hétérodoxie – particulièrement en ce qui concerne la notion de « péché originel » – par les autorités vaticanes. Ses œuvres, publiées post-mortem, se trouvent même condamnées par le Saint-Office en 1955 et 1962 avant que « leur auteur devienne l'un des inspirateurs de la volonté de réforme de l'Église » que traduit le concile Vatican II.

### La condamnation
Le Vatican identifie rapidement deux problèmes graves :
1. D'une part l'idée selon laquelle « l'“esprit” de l'homme, son intelligence et sa volonté libre, puisse apparaître par une simple évolution déterministe de la matière » s'oppose au dogme catholique issu de la Genèse. Ce point est délicat, car il semble remettre en cause la nature spirituelle de l'âme humaine. Par contre, les opinions de Teilhard sur l'origine évolutive du corps de l'homme sont laissées à la libre recherche de la biologie.
2. Un autre point relève de la discussion théologique :

L'un des deux moteurs de la sélection naturelle est l'élimination systématique, à chaque génération, des individus en surnombre pour les ressources existantes (élimination signalée par Malthus).
Cet écrasement se fait dans l'indifférence cruelle qui terrifie déjà Darwin en son temps et lui fait perdre la foi. Ce point n'est pas contesté. La cruauté de la « marâtre nature » est connue depuis la nuit des temps. En revanche, on la rattachait au classique problème du mal. Mais la considérer comme « faisant partie du plan divin » constitue un total changement de paradigme, aux antipodes de l'idée même de Providence. Cette préparation du bonheur des successeurs par la souffrance des prédécesseurs, malgré une ressemblance, ne correspond guère aux idées admises de rédemption et de communion des saints, et le monde qui en découle paraît bien trop écarté des valeurs évangéliques et de l'idée de bonté divine pour être accepté tel quel.
Vers 1921, un petit texte exploratoire sur le péché originel, non destiné à la publication, tombe entre les mains des autorités vaticanes. À partir de ce moment, le Saint-Siège ne donne plus jamais à Teilhard l'autorisation de publier d'autres ouvrages que purement scientifiques malgré ses demandes répétées tout au long de sa vie. Jésuite, ayant fait vœu d’obéissance, il ne faillit jamais à ses vœux.
À la mort de Teilhard en 1955, Jeanne Mortier, sa secrétaire, qu'il a faite légataire de toutes ses œuvres religieuses, décide d'en publier l'intégralité. Pour éviter une condamnation posthume, elle constitue deux comités de patronage (un comité général et un comité scientifique) avec des personnalités telles qu'il n'est pas possible à Rome de s'y opposer.
Consulteur au Saint-Office, le père carme Philippe de la Trinité publie plusieurs ouvrages critiques envers ses idées : Rome et Teilhard de Chardin (1964), Teilhard de Chardin : étude critique (tome 1 : Foi au Christ universel, tome 2 : Vision christique et cosmique, 1968) et enfin Pour et contre Teilhard de Chardin, penseur religieux (1970). Il dénonce son « confusionnisme intégral » et son « monisme », et qualifie le teilhardisme de « pseudo-synthèse » panthéiste :

« Agenouillé devant le Monde qu’il aime comme une Personne, Teilhard ne veut pourtant pas cesser d’aimer Dieu. C’est pourquoi, il le faut : par une métamorphose du mystère de l’Incarnation, le Monde est Dieu en Jésus-Christ… Avec un tel panchristisme cosmique on est aux antipodes de la Révélation évangélique (Philippe de la Trinité, Teilhard de Chardin, étude critique, Desclée de Brouwer, 1968, p. 136). »

Le 30 juin 1962, un monitum particulièrement sévère du Saint-Office met en garde contre ses idées hétérodoxes :

« Certaines œuvres du P. Pierre Teilhard de Chardin, y compris posthumes, sont publiées et rencontrent une faveur qui n'est pas négligeable. Indépendamment du jugement porté sur ce qui relève des sciences positives, en matière de philosophie et de théologie, il apparaît clairement que les œuvres ci-dessus rappelées fourmillent de telles ambiguïtés et même d'erreurs, si graves, qu'elles offensent la doctrine catholique. Aussi les EEm. et RRv Pères de la Sacrée Congrégation du Saint-Office exhortent tous les Ordinaires et Supérieurs d'Instituts religieux, les Recteurs de Séminaires et les Présidents d'Université à défendre les esprits, particulièrement ceux des jeunes, contre les dangers des ouvrages du P. Teilhard de Chardin et de ses disciples. »

### La réévaluation
Les ouvrages de Teilhard connaissent un certain succès dans les années 1960. Puis ses écrits sont moins diffusés.
Mais sa pensée fait son chemin dans l’Église et influence le concile Vatican II. Ses idées confortent l'idée de « plan divin » souvent évoquée par l'Église depuis saint Augustin (La Cité de Dieu). Par ailleurs, l'idée de l'évolution est admise comme possible « hypothèse » (il faut attendre le pontificat de Jean-Paul II pour qu'elle soit considérée en 1996 comme « davantage qu'une hypothèse »).
Joseph Ratzinger, lors de la première publication de son manuel théologique La Foi chrétienne hier et aujourd'hui en 1968 en Allemagne, écrit : « C'est un grand mérite de Teilhard de Chardin d'avoir repensé ces rapports - Christ, Humanité - à partir de l'image actuelle du monde ».
Dès 1974, des enseignements sur la pensée de Teilhard sont dispensés par les pères Gustave Martelet et Michel Sales à la faculté jésuite du Centre Sèvres.
En 1981, l’Église amorce un prudent virage : le centenaire de la naissance de Teilhard est célébré à l'Unesco en présence d'un représentant du Vatican.

### Postérité:XXIesiècle
Au XXIe siècle, Teilhard a cessé d'être un réprouvé pour être qualifié de « précurseur » et de « savant extraordinaire ».
En octobre 2004, un colloque international Teilhard à l'Université pontificale grégorienne, s'est tenu à Rome sous la présidence du cardinal Paul Poupard, représentant de Jean-Paul II, et du père Peter-Hans Kolvenbach, supérieur général de la Compagnie de Jésus. Cette même année, une chaire Teilhard de Chardin est créée au Centre Sèvres.
Depuis 2006, des cours sont donnés à l'École cathédrale de Paris.
En 2009, le pape Benoît XVI parle de « la grande vision qu'a eue Teilhard de Chardin lui aussi : à la fin nous aurons une vraie liturgie universelle, où l'univers deviendra hostie vivante ».
Dans son ouvrage Lumière du monde, Benoît XVI écrit : « Dieu a pu, au-delà de la biosphère et de la noosphère, comme le dit Teilhard de Chardin, créer encore une nouvelle sphère dans laquelle l'homme et le monde ne font qu'un avec Dieu. ».
En 2013, L'Osservatore Romano, sous la plume de Maurizio Gronchi, cite la phrase de Teilhard « j'étudie la matière et je trouve l'esprit ». Les travaux philosophiques et études théologiques prennent désormais en compte la composante dynamique et évolutive de l'homme et de l'univers. Cela est perceptible par exemple dans l'œuvre du théologien allemand Karl Rahner.
En 2015, la figure du P. Teilhard de Chardin est citée pour la première fois dans une encyclique (Laudato si') par le pape François, qui rappelle que trois papes récents le mentionnent favorablement. Non seulement il a su rétablir un dialogue entre science et foi, mais il a surtout magnifiquement exposé la dimension cosmique du salut. Selon cette encyclique, le Christ ressuscité est le « point Oméga », récapitulant l'ensemble de la Création.

## Positions de scientifiques

### Julian Huxley
Dans sa préface à l'édition anglaise du Phénomène humain (1959), le biologiste Julian Huxley fait l'éloge de la pensée de Teilhard de Chardin pour avoir pensé à intégrer l’étude du développement humain dans celui d'une évolution universelle, tout en admettant qu'il ne pouvait pas le suivre dans toutes ses conclusions.

### Theodosius Dobjansky
Theodosius Dobjansky, contemporain de Julian Huxley et contributeur avec lui de la théorie synthétique de l'évolution, se montre quant à lui très favorable à la philosophie de Teilhard, dans laquelle il voit la synthèse philosophique qui manque à cette théorie : « Le plus grand intérêt des travaux de Teilhard de Chardin réside dans le fait qu'ils forment une synthèse de la science, de la métaphysique et de la théologie ».

### George G. Simpson
Dans son compte-rendu du Phénomène humain pour la revue Scientific American, le paléontologue George Gaylord Simpson, ami de Teilhard, considère qu’on « ne peut contester la piété et le mysticisme du livre, mais on peut réfuter sa prétention initiale de constituer un traité scientifique [...] L'imprécision ou la contradiction dans les définitions sont un des problèmes constants du canon teilhardien. »

### Peter Medawar
Pour le prix Nobel Peter Medawar, biologiste et médecin : « Teilhard a pratiqué une sorte de science dépourvue de rigueur intellectuelle [...]. Il n'a aucune idée de ce qui différencie un argument logique d'une preuve. Il ne respecte pas les convenances courantes de l'écriture scientifique, bien que son livre soit présenté comme un traité scientifique. [...] Il joue systématiquement avec les mots [...], utilise métaphoriquement des termes comme énergie, tension, force, impulsion ou dimension comme s'ils conservaient le poids et la force de leurs véritables significations scientifiques. [...] C'est le style qui produit l'illusion du contenu. »

### Béatrice Jousset-Couturier
Selon Béatrice Jousset-Couturier, auteure d'une thèse sur le transhumanisme en 2014, les thèmes développés par Pierre Teilhard de Chardin dans les domaines du « génie génétique, l'émergence d'un réseau mondial de communication (considéré par certains comme précurseur d'Internet), et l'accélération du progrès technologique vers une intelligence supérieure à l'intelligence humaine […] sont aujourd'hui repris par les transhumanistes, qui se réfèrent très souvent à ses écrits ». Concernant en particulier le point Oméga, elle relève que « la Singularité de Ray Kurzweil s'inspire de ce principe. Ce dernier affirme : « Beaucoup de transhumanistes travaillent dans l'architecture conceptuelle de l'OPT (théorie du point oméga) de Teilhard sans en être tous conscients ». Plus précisément, elle mentionne que « l'OPT de Teilhard a ensuite été affinée et développée par Barrow et Tipler (1986) et par Tipler seul (1988,1995). Les idées de la Barrow-Tipler OPT ont été à leur tour reprises par de nombreux transhumanistes dont Moravec (1988, 2000) et Dewdney (en) (1998). » Pour illustrer « pourquoi les transhumanistes se sentent si proches de lui », l'auteure fait également cette citation de Teilhard de Chardin : « La Singularité va nous permettre de dépasser les limites de nos corps biologiques et de nos cerveaux […]. Nous serons capables de vivre aussi longtemps que nous le voulons […]. La Singularité représentera l'aboutissement de la fusion de notre pensée biologique et de notre technologie, nous entraînant dans un monde encore humain, mais qui transcendera nos racines biologiques. Il n'y aura aucune distinction, entre l'homme et la machine ou entre la réalité physique et virtuelle ». Elle précise néanmoins que « Teilhard de Chardin n'identifie pas cette période avec la Singularité. Pour lui, la Singularité vient plus tard. La fusion de l'humanité avec la technologie, c'est la naissance de la noosphère et l'émergence de l'esprit de la Terre ».

### Wolfgang Smith
Wolfgang Smith, scientifique américain versé en théologie catholique, consacre un ouvrage entier à l’analyse de la doctrine teilhardienne, qu’il juge ni scientifique (affirmations sans preuves), ni catholique (innovations personnelles), ni métaphysique (l’« Être Absolu » n’est pas encore absolu), et dont on peut relever les éléments suivants (tous les mots entre guillemets sont ceux de Teilhard cités par Smith) :

#### Évolution
Pour Teilhard, elle n’est pas qu’une théorie scientifique mais une vérité irréfutable « à l'abri de toute contradiction ultérieure due à l'expérience » ; elle constitue le fondement de sa doctrine. La matière devient esprit et l’humanité se dirige vers une super-humanité grâce à la complexification (physico-chimique, puis biologique, puis humaine), la socialisation, la recherche scientifique et le développement technologique et cérébral ; l’explosion de la première bombe atomique en est un des jalons, en attendant « la vivification de la matière par la création de super-molécules, le remodelage de l'organisme humain au moyen d'hormones, le contrôle de l'hérédité et du sexe par la manipulation des gènes et des chromosomes [...]. »

#### Matière et esprit
Teilhard soutient que l’esprit humain (qu’il identifie à l’anima et non au spiritus) trouve son origine dans une matière qui se complexifie de plus en plus jusqu’à produire la vie, puis la conscience, puis la conscience d’être conscient, considérant que l’immatériel puisse surgir du matériel. Parallèlement, il soutient l'idée de la présence d'embryons de conscience dès la genèse de l'univers : « Nous sommes logiquement obligés d’admettre l’existence » d’une « sorte de psyché » infiniment diffuse dans la moindre particule.

#### Théologie
Affirmant que « Dieu crée évolutivement », il dénie le Livre de la Genèse non seulement parce que celui-ci atteste que Dieu créa l’homme, mais qu’il le créa à son image, donc parfait et achevé, puis qu'il chuta, soit le contraire d’une évolution ascendante. Ce qui, métaphysiquement et théologiquement, est « au-dessus » – symboliquement parlant – devient pour Teilhard « devant », à venir ; même Dieu, qui n’est ni parfait ni intemporel, évolue en symbiose avec le Monde, que Teilhard, panthéiste déterminé, vénère à l’égal du Divin. Quant au Christ, non seulement est-il là pour actionner les roues du progrès et pour achever l'ascension évolutive, mais lui-même évolue,.

#### Nouvelle religion
Comme il l’écrit à une cousine : « Ce qui domine de plus en plus mes intérêts, c'est l'effort d'établir en moi et de définir autour de moi une nouvelle religion (appelez cela un meilleur Christianisme, si vous voulez)...», et ailleurs : « un Christianisme réincarné pour une seconde fois dans les énergies spirituelles de la Matière». Au plus Teilhard affine ses théories, au plus il s’émancipe de la doctrine chrétienne établie: une « religion de la Terre » doit se substituer à une « religion du Ciel ». Par leur foi commune en l’Homme, écrit-il, chrétiens, marxistes, darwinistes, matérialistes de tous bords se rejoindront finalement autour d’un même sommet : le Point Oméga christique.

## Œuvres de Teilhard
De 1955 à 1976, son œuvre est publiée à titre posthume par sa secrétaire et collaboratrice, Jeanne Mortier, qu'il a faite son héritière éditoriale de son œuvre dite non scientifique. Celle-ci occupe treize volumes publiés aux éditions du Seuil :
1. Le Phénomène humain, (1955)
2. L'Apparition de l'homme, (1956)
3. La Vision du passé, (1957)
4. Le Milieu divin, 1957
5. L'Avenir de l'homme, (1959)
6. L'Énergie humaine, (1962)
7. L'Activation de l'énergie, (1963)
8. La Place de l'homme dans la nature, (1965), réédition : éd. Albin Michel, Coll. Espaces libres, 1996
9. Science et Christ (1965)
10. Comment je crois (1969)
11. Les Directions de l'avenir (1973)
12. Écrits du temps de la guerre (1975)
13. Le Cœur de la matière (1976)

### Divers
- La Messe sur le monde (1923), repris dans Le Cœur de la matière
- Le Groupe zoologique humain : structure et directions évolutives (préf. Jean Piveteau), Paris, Albin Michel, coll. « Les savants et le monde », 1956, 173 p. (BNF 32657315)
- Accomplir l'homme, lettres inédites (1926-1952), Éditions Grasset, 1968.
- Lettres inédites à l'abbé Gaudefroy et à l'abbé Breuil, Éditions du Rocher, 1988
- Teilhard de Chardin en Chine. Correspondance inédite (1923-1940), Correspondance commentée et annotée par Arnaud Hurel et Amélie Vialet, Paris, Éditions du Muséum-Édisud, 2004.
- Lettres de voyage 1923-1939, introduction de Marguerite Teilhard-Chambon, Éditions Grasset, Paris, 1956
- Nouvelles lettres de voyage 1939-1955, introduction de Marguerite Teilhard-Chambon, Éditions Grasset, Paris, 1957
- Genèse d'une pensée. Lettres 1914-1919, présentées par Alice Teilhard-Chambon et Max-Henri Bégouën et précédées d'une introduction de Marguerite Teillard-Chambon, Éditions Grasset, Paris, 1961
- Le Rayonnement d'une amitié. Correspondance avec la famille Bégouën (1922-1955), Éditions Lessius, Bruxelles, 2011
- Le Prêtre, éditions du Seuil, collection Œuvres de Teilhard, 1969

### Articles
- « Les miracles de Lourdes et les enquêtes canoniques », dans Études, 1909, 46e année, tome 118, p. 161-183 (lire en ligne)

## Hommages

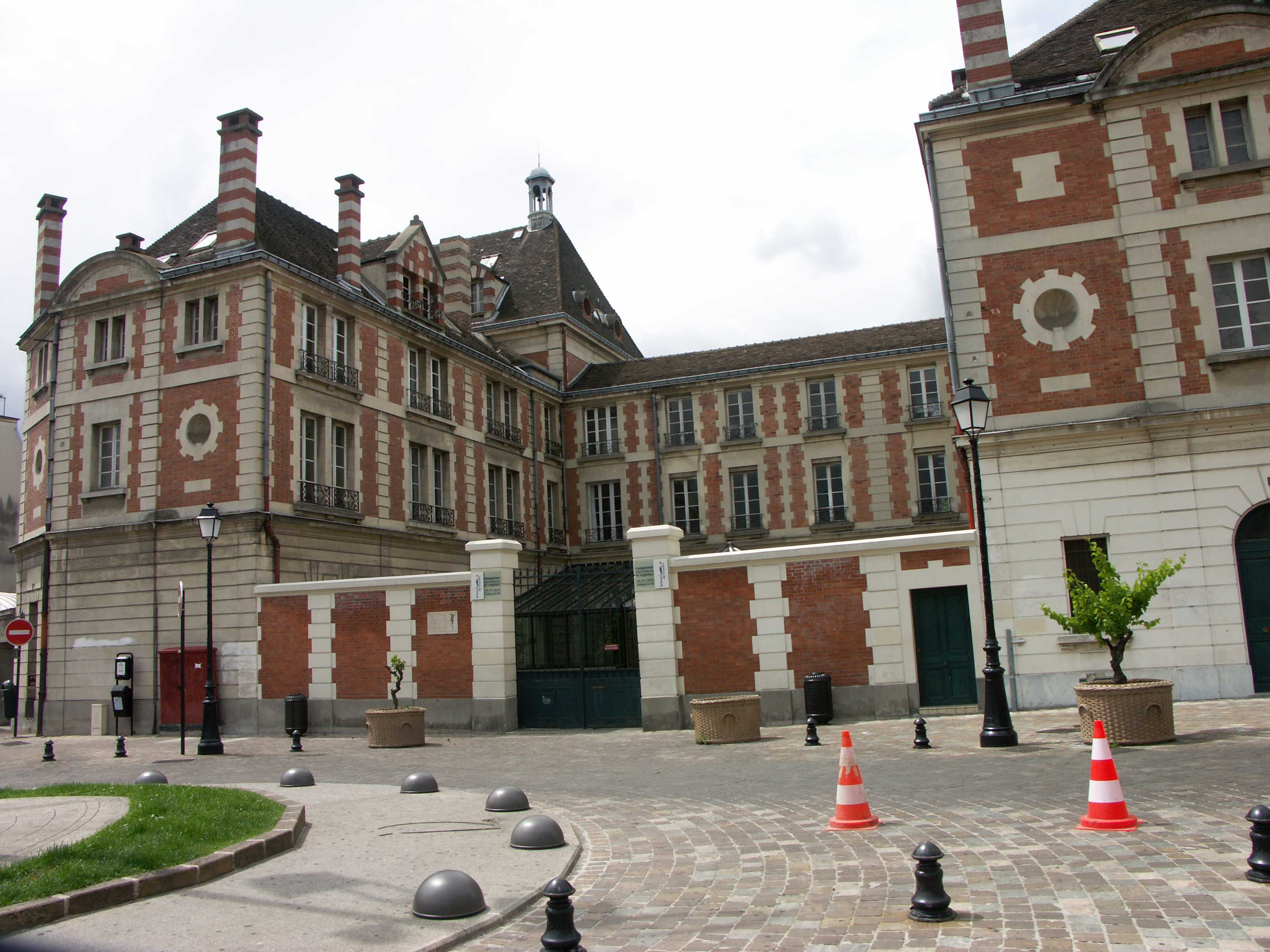
Lycée Teilhard-de-Chardin à Saint-Maur-des-Fossés.

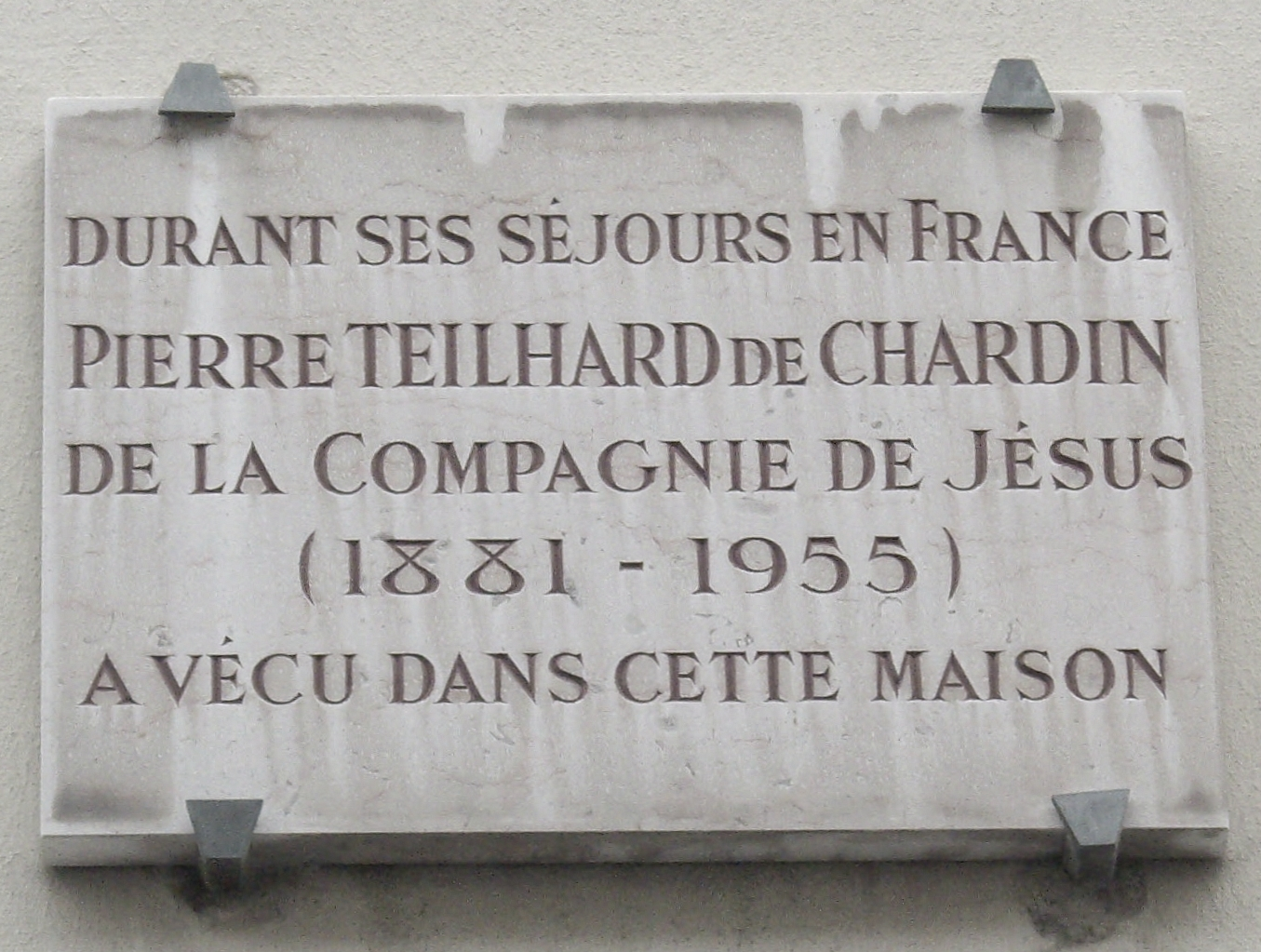
Plaque commémorative au 15, rue Monsieur à Paris.

La France (en 1981), Jersey (en 1982) et la Belgique (en 2001) ont émis des timbres-poste à l'image de Teilhard de Chardin. En ce qui concerne la France, Teilhard est le seul jésuite à avoir été ainsi honoré.
On a donné son nom à plusieurs lycées et institutions scolaires, comme le lycée Teilhard-de-Chardin à Saint-Maur-des-Fossés ou le collège Teilhard-de-Chardin à Chamalières. Le grand amphithéâtre de la faculté libre de droit de Lille porte son nom tout comme une salle d'enseignement de l'Université catholique de Lyon (site Bellecour).
À Louvain-la-Neuve, il existe une rue Teilhard de Chardin à moins de cent mètres de la Place Galilée !
Il existe à Paris une rue du Père-Teilhard-de-Chardin (depuis 1978) ainsi qu’une place du Père-Teilhard-de-Chardin (depuis 1981).
En 1940, le paléontologue George Gaylord Simpson nomme Teilhardina un genre de primates de l'Éocène.
L'Omega Institute for Holistic Studies, créé en 1977 aux États-Unis, tient son nom du terme « point Oméga »,.
En 1985, le paléontologue Christian Mathis rend hommage au travail de Teilhard de Chardin concernant les carnivores fossiles de l’Éocène supérieur des phosphorites du Quercy (1914-1915) en lui dédiant une espèce du genre Paramiacis (Paramiacis teilhardi) préalablement décrite par Teilhard de Chardin sous le nom de Miacis exilis forme A.

## Dans la culture populaire
- La chanson Comme disait Mistinguett, écrite par Jean-Jacques Debout, et interprétée par Dalida en 1979, mentionne le prêtre jésuite: "On dit que mon meilleur copain C'est Teilhard de Chardin".
- Dans le roman Les racines du ciel de Romain Gary, le personnage du père Tassin, un prêtre jésuite et paléontologue, est inspiré de Teilhard de Chardin.
- Dans La nuit sera calme, publié en 1974, Romain Gary raconte sa prise de poste en 1947 à l'ONU et sa rencontre avec Teilhard de Chardin, qui le marquera profondément.
- Dans le roman Les Souliers de Saint-Pierre de Morris West, le personnage de David Télémond, un prêtre jésuite et paléontologue, a publié son premier ouvrage L'Évolution de l'homme dont le titre est inspiré du Phénomène humain.
- L'intrigue de La Spirale du temps, 11e album de la série de bande-dessinées Yoko Tsuno, s'appuie sur la théorie de Teilhard de Chardin selon laquelle l'univers en expansion est une spirale qui se déroule en éjectant sa matière vers l'extérieur. Pour remonter le temps, les personnages passent de spire en spire.
- Dans le roman Endymion de Dan Simmons, troisième volet du cycle Les Cantos d'Hypérion, Teilhard de Chardin a été canonisé. L'un des personnages principaux, Paul Duré, prêtre et archéologue, devient pape sous le nom de Teilhard I et tente de réaliser le rêve de Teilhard de Chardin : s'unir à Dieu au « point Oméga » de la spiritualité[75].
- Le roman Moi, Omega de Erwan Barillot, publié en 2022, relate l'épopée d'un étudiant de Harvard qui, inspiré par la prophétie de Teilhard de Chardin, deviendra le « point Oméga », l’ultime incarnation de Dieu[76],[77].
- Une aquarelle d'Hugo Pratt imagine un voyage à Harar, en Éthiopie, avec son célèbre marin Corto Maltese, le romancier Henry de Monfreid et Pierre Teilhard de Chardin, entre décembre 1928 et janvier 1929[78].
- Dans son ouvrage autobiographique La Blessure, l'écrivain et journaliste Jean Daniel cite cette réflexion du peintre Jean Bazaine : « Dans Matisse comme dans Teilhard de Chardin, j'ai trouvé cette idée si évidente pour nous autres peintre : il nous faut des blessures pour trouver notre lumière. »
- Dans les romans du cycle de Fondation d'Isaac Asimov, la planète Gaïa dans son ensemble est vivante et communique avec tous ses membres, reprenant l'idée de Noosphère de Teilhard de Chardin.
- Dans son roman L'Enfant de la prochaine aurore, l'écrivaine américaine Louise Erdrich remet en question "le développement et la perfectibilité continus de l'humanité à l'intérieur de la perfection du cosmos", tel que l'avait prédit Teilhard de Chardin. Elle écrit: "Nous avons apparemment atteint la limite de ce que même Teihard espérait être une apothéose".
- Dans le roman L'Arche de Darwin (Galapagos regained, 2015), le romancier américain James Morrow fait de Pierre Teilhard de Chardin l'un des trois voyageurs temporels que l'on peut rencontrer dans une certaine fumerie d'Istanbul.
- Dans son roman de science-fiction Le Successeur de Pierre, Jean-Michel Truong fait participer Pierre Teilhard de Chardin. Dans ce roman, le père de Chardin devient le dernier dépositaire d'une révélation terrifiante : « la bulle de Pierre », un message transmis exclusivement de pape en pape depuis que Jésus a confié à Simon-Pierre cette charge (Mathieu 16, 13-20).
- L'argument principal du roman de science-fiction de Greg Bear, La Musique du sang (1985), est emprunté à Teilhard de Chardin, qui est nommément cité à la fin du récit par l'un des protagonistes. Dans ce roman, des ordinateurs biologiques vivants de la taille d’une cellule échappent au contrôle de leur créateur et finissent par infecter l'humanité tout entière, provoquant la fusion physique et spirituelle de la biosphère et donc de la noosphère.